# Witali Dmitrijewitsch Schafranow
Witali Dmitrijewitsch Schafranow (russisch Виталий Дмитриевич Шафранов, englische Transkription Vitaly Shafranov; * 1. Dezember 1929 in Mordwinowo, heute Oblast Rjasan; † 9. Juni 2014 in Moskau) war ein sowjetischer bzw. russischer theoretischer Physiker, der sich mit Plasmaphysik und Fusionsforschung befasste.

## Leben
Während des Zweiten Weltkriegs arbeitete Schafranow gemeinsam mit seinem Vater im Straßenbau und erhielt dafür 1943 im Alter von 14 Jahren seine erste staatliche Auszeichnung. Ab 1946 studierte Schafranow an der Lomonossow-Universität Physik mit dem Abschluss 1951. Danach befasste er sich theoretisch in der Theorieabteilung des Kurtschatow-Instituts unter Michail Leontowitsch mit Fragen der Kernfusion an den von Andrei Sacharow und Igor Tamm vorgeschlagenen Tokamaks. Er untersuchte deren Stabilität und lieferte erste Parameterabschätzungen für sowjetische Tokamak-Experimente. Er befasste sich auch mit Stoßwellen in Plasmen und Wechselwirkung von elektromagnetischen Wellen mit Plasmen. Später befasste er sich intensiv mit Stellaratoren. 1981 wurde er Nachfolger von Leontowitsch als Leiter der Theorieabteilung für Kernfusion am Kurtschatow-Institut.
Konzepte wie die Shafranov-Verschiebung (Shafranov shift, 1959), das Kruskal-Shafranov-Stabilitätskriterium und Grenzwert (für den Strom in einem Tokamak, zusätzlich nach Martin Kruskal benannt) und die Grad-Shafranov-Gleichung (1957, zusätzlich nach Harold Grad 1958) sind nach ihm benannt. 1972 schlug er mit Lew Arzimowitsch einen D-förmigen Tokamak-Querschnitt vor.
2001 erhielt er den Hannes-Alfvén-Preis. 1981 wurde er korrespondierendes Mitglied der Sowjetischen Akademie der Wissenschaften und 1997 Vollmitglied der Akademie. 1971 erhielt er den Staatspreis der UdSSR und 1984 den Leninpreis.
Seit 1983 war er Herausgeber der Plasma Physics Reports (russisch Fizika Plasmy).

## Schriften
- On magnetohydrodynamical equilibrium configurations, Soviet Physics JETP, Band 6, 1983, S. 1013.
- Beiträge zu Leontovich (Herausgeber): Reviews of Plasma Physics, Band 2, 1963.
- Electromagnetic waves in a plasma, in Leontovich: Reviews of Plasma Physics, Band 3, 1963.
- mit V. S. Mukhovatov: Plasma equilibrium in a Tokamak, Nuclear Fusion, Band 11, 1971, S. 605.
- Determination of the parameters {\displaystyle \beta _{p}} and {\displaystyle l_{i}} in a tokamak for arbitrary shape of plasma pinch cross-section, Plasma Physics, Band 13, 1971, S. 757.
- mit L. E. Zakharov: Equilibrium of a toroidal plasma with noncircular cross-section, Sov. Phys. Tech. Phys. Band 18, 1973, S. 151–156.
- mit L. E. Zakharov: Equilibrium of current carrying plasmas in toroidal configurations, in M. A. Leontovich Reviews of Plasma Physics, Band 11, Consultants Bureau, New York 1986.
- Magnetohydrodynamic theory of plasma equilibrium and stability im stellarators: a survey of results, Physics of Fluids, Band 26, 1983, S. 357.
- mit V. D. Pustovitov in B. Kadomtsev: Reviews of Plasma Physics, Band 15, 1989, S. 163. (Stellarator Theorie)